# Municipio de Gatewood
El municipio de Gatewood (en inglés: Gatewood Township) es un municipio ubicado en el condado de Ripley en el estado estadounidense de Misuri. En el año 2010 tenía una población de 394 habitantes y una densidad poblacional de 2,84 personas por km².

## Geografía
El municipio de Gatewood se encuentra ubicado en las coordenadas 36°33′47″N 91°4′28″O / 36.56306, -91.07444. Según la Oficina del Censo de los Estados Unidos, el municipio tiene una superficie total de 138,91 km², de la cual 138,91 km² corresponden a tierra firme y (0 %) 0 km² es agua.

## Demografía
Según el censo de 2010, había 394 personas residiendo en el municipio de Gatewood. La densidad de población era de 2,84 hab./km². De los 394 habitantes, el municipio de Gatewood estaba compuesto por el 98,98 % blancos, el 0,76 % eran amerindios, el 0,25 % eran de otras razas. Del total de la población el 0,76 % eran hispanos o latinos de cualquier raza.